# George Francis Carr Jr.
George Francis Carr Jr. (n. 1935 ) es un abogado, botánico y orquideólogo estadounidense. Realizó recolecciones de especímenes botánicos en Brasil.
Obtuvo su M.Sc. en leyes en la Universidad Harvard.

## Obras y publicaciones
- americo docha Neto, dalton h. Baptista, francisco d. vasconcelos Leitão, george f. Carr jr., marcos a. Campacci, patricia a. Harding, vitorino paiva castro Neto. 2011. Coletânea de Orquídeas Brasileiras 9. Gêneros, espécies e híbridos naturais novos. Editora Brasil Orquídeas. 48 pp.

- erwin Bohnke, george f. Carr jr., joão b. fernandes da Silva, marcos a. Campacci, sidney marçal de Oliveira. 2010. Coletânea de Orquídeas Brasileiras 8. Novas espécies. Editor Brasil Orquídeas. 48 pp.

- erwin Bohnke, george f. Carr jr., joão batista fernandes da Silva, marcos a. Campacci, thiago v.s. Campacci, túlio l. Laitano. 2009. Coletânea de Orquídeas Brasileiras 7. Novas espécies. Editora Brasil Orquídeas. 52 pp.

- marcos Antonio Campacci, george f. Carr jr., joão batista fernandes da Silva. Coletânea de Orquídeas Brasileiras 6 - Novas Espécies. Editor Brasil Orquídeas. 40 pp.

- La abreviatura «G.F.Carr» se emplea para indicar a George Francis Carr Jr. como autoridad en la descripción y clasificación científica de los vegetales.[2]